# Геннінг Вільке
Геннінг Вільке (нім. Henning Wilcke; 19 вересня 1907, Магдебург — 2002) — німецький офіцер, оберстлейтенант Генштабу люфтваффе вермахту, генерал-майор люфтваффе бундесверу. Кавалер Німецького хреста в золоті.

## Біографія
7 квітня 1926 року вступив в піхоту. 1 березня 1934 року переведений в люфтваффе і був направлений на курс спостерігача в льотне училище Брауншвейга. 1 жовтня 1934 року призначений в розвідувальну ескадрилью «Котбус», 16 квітня 1935 року — в 115-ту розвідувальну групу (Геппінген). З 1 квітня 1936 року — ад'ютант в штабі командування училища морської авіації. 30 вересня 1936 року здобув ліцензію спостерігача морської авіації, 1 вересня 1937 року — ліцензію пілота. З 1 жовтня 1939 року — інструктор Військового училища сухопутних військ в Потсдамі.
16 серпня 1939 року переведений в Імперське міністерство авіації, одночасно 4-29 вересня 1939 року служив в 7-й ескадрильї 2-ї ескадри особливого призначення. З 13 березня по 9 жовтня 1940 року — командир 1-ї ескадрильї 123-ї розвідувальної ескадрильї. З 15 жовтня 1940 по 15 лютого 1941 року пройшов короткий курс офіцера Генштабу у Військово-повітряній академії Берліна-Гатова. З 16 лютого 1941 року — 1-й офіцер (начальник оперативного відділу) Генштабу 1-го повітряно-танкової групи. З 27 листопада 1941 року — референт 4-го відділу Генштабу люфтваффе. 11 травня 1942 року переведений в Імперське міністерство авіації, одночасно направлений в ОКГ для проходження підготовки офіцера Генштабу. З 13 грудня 1943 року — 1-й офіцер Генштабу керівника авіації на Атлантиці. 1 березня 1943 року переведений в Генштабу люфтваффе. З 1 квітня 1944 року — начальник Генштабу 10-го авіакорпусу. З 1 вересня 1944 року — інструктор Військово-повітряної академії. З 1945 року — офіцер зв'язку начальника Генштабу люфтваффе з головнокомандувачем парашутними військами. В кінці війни взятий в полон британськими військами. В 1947 році звільнений.
Після звільнення працював в текстильній промисловості. Пізніше вступив в Організацію Гелена, де під службовим іменем «Вільден» був старшим співробітником відділу контррозвідки/шпигунства. В травні 1954 року за наказом Райнгарда Гелена очолив всі «спеціальні з'єднання».
В 1956 році вступив в бундесвер. З червня 1956 року — заступник командувача і начальник штабу 2-го військового району в Ганновері, з 8 січня 1960 року — Командування територіальної оборони. З жовтня 1936 року — командувач 2-м військовим районом (Нижня Саксонія і Бремен). 30 вересня 1967 року вийшов у відставку.

## Нагороди
- Нагрудний знак спостерігача (30 вересня 1936)
- Нагрудний знак пілота (1 вересня 1937)
- Медаль «За вислугу років у Вермахті» 4-го і 3-го класу (12 років)
- Залізний хрест 2-го і 1-го класу
- Авіаційна планка розвідника в бронзі
- Німецький хрест в золоті (1 жовтня 1944)
- Орден «За заслуги перед Федеративною Республікою Німеччина», командорський хрест (1967)